# Гайс, Йоханнес
Йоха́ннес Гайc (нем. Johannes Geis; родился 17 августа 1993 года в Швайнфурте, Германия) — немецкий футболист, опорный полузащитник клуба «Унтерхахинг».

## Клубная карьера

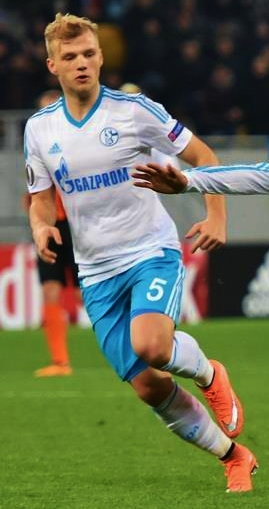
Гайс в составе «Шальке 04»

Гайз — воспитанник клуба «Гройтер Фюрт». 20 ноября 2010 года в матче против «Падерборна» он дебютировал во втором дивизионе Германии. В 2012 году Йоханнес помог команде выйти в высший дивизион. 24 февраля 2013 года в поединке против леверкузенского «Байера» Гайз дебютировал в Бундеслиге. 24 апреля в поединке против «Нюрнберга» он забил свой первый гол за «Гройтер».
Летом 2013 года Йоханнес перешёл в «Майнц 05». 11 августа в матче против «Штутгарта» он дебютировал за новую команду. По ходу сезона Гайз стал лучшим ассистентом команды, особенно он прославился своими навесными передачами. 29 марта 2014 года в поединке против «Аугсбурга» Гайз забил свой первый гол за «Майнц».
23 июня 2015 года Йоханнес перешёл в «Шальке 04» за 11 миллионов евро плюс бонусы, подписав контракт до 2019 года. 15 августа в матче против бременского «Вердера» он дебютировал за «кобальтовых». 4 декабря в поединке против «Ганновер 96» Гайс забил свой первый гол за «Шальке». Летом 2017 года Йоханнес на правах аренды перешёл в испанскую «Севилью», с правом выкупа за 7 млн евро. 9 сентября в матче против «Эйбара» он дебютировал в Ла Лиге, заменив во втором тайме Гансо.

## Международная карьера
В 2015 году в составе молодёжной сборной Германии Гайс принял участие в молодёжном чемпионате Европы в Чехии. На турнире он сыграл в матчах против Дании и Португалии.

## Статистика

### Клубная статистика
| Выступление      | Выступление       | Выступление      | Лига | Лига | Кубки | Кубки | Еврокубки | Еврокубки | Остальные | Остальные | Итого | Итого |
| Клуб             | Лига              | Сезон            | Игры | Голы | Игры  | Голы  | Игры      | Голы      | Игры      | Голы      | Игры  | Голы  |
| ---------------- | ----------------- | ---------------- | ---- | ---- | ----- | ----- | --------- | --------- | --------- | --------- | ----- | ----- |
| Гройтер Фюрт     | Вторая Бундеслига | 2010/11          | 6    | 0    | 0     | 0     | 0         | 0         | 0         | 0         | 6     | 0     |
| Гройтер Фюрт     | Вторая Бундеслига | 2011/12          | 3    | 0    | 0     | 0     | 0         | 0         | 0         | 0         | 3     | 0     |
| Гройтер Фюрт     | Бундеслига        | 2012/13          | 8    | 1    | 0     | 0     | 0         | 0         | 0         | 0         | 8     | 1     |
| Гройтер Фюрт     | Итого             | Итого            | 17   | 1    | 0     | 0     | 0         | 0         | 0         | 0         | 17    | 1     |
| Майнц 05         | Бундеслига        | 2013/14          | 33   | 1    | 1     | 0     | 0         | 0         | 0         | 0         | 34    | 1     |
| Майнц 05         | Бундеслига        | 2014/15          | 34   | 4    | 1     | 1     | 2         | 0         | 0         | 0         | 37    | 5     |
| Майнц 05         | Итого             | Итого            | 67   | 5    | 2     | 1     | 2         | 0         | 0         | 0         | 71    | 6     |
| Шальке 04        | Бундеслига        | 2015/16          | 28   | 2    | 1     | 1     | 8         | 1         | 0         | 0         | 37    | 4     |
| Шальке 04        | Бундеслига        | 2016/17          | 4    | 0    | 1     | 1     | 1         | 0         | 0         | 0         | 6     | 1     |
| Шальке 04        | Итого             | Итого            | 32   | 2    | 2     | 2     | 9         | 1         | 0         | 0         | 43    | 5     |
| Всего за карьеру | Всего за карьеру  | Всего за карьеру | 116  | 8    | 4     | 3     | 11        | 1         | 0         | 0         | 131   | 12    |